# Eyzo de Wendt van Sytzama
Eyzo de Wendt baron van Sytzama (Leeuwarden, 6 oktober 1816 - aldaar, 18 juli 1843) was een Nederlands bestuurder. Naast Eyzo, komt hij ook voor als Eijzo, Eizo, Eiso, Eise en Eijse.

## Biografie
Van Sytzama was een telg uit het geslacht Van Sytzama en een zoon van Maurits Pico Diederik baron van Sytzama, grietman, parlementariër, voorzitter van de Tweede Kamer en gouverneur van Friesland, en Geertruid de Wendt.
Zijn vader stond in hoog aanzien bij Joost Hiddes Halbertsma. Deze deed Beslinga State dan ook vaak aan en nam dan een van zijn zoons mee om met Eyzo te spelen. Van Sytzama werd naar Instituut Noorthey in Voorschoten gezonden alvorens hij rechten ging studeren in Utrecht. In 1841 werd hij door zijn vader, op dat moment gouverneur van Friesland, beëdigd tot grietman, een functie die zijn vader daarvoor meer dan twintig jaar vervuld had. Op de dag van zijn inauguratie waren er feestelijkheden in de hele grietenij. Daar zijn vader nog op Beslinga State woonde, bouwde hij een buitenhuis nabij Tsienzerburen.
In 1842 werd hij lid en secretaris van de Ridderschap van Friesland waarvan zijn vader ook lid was. Hij was grietman en ridderschapssecretaris tot zijn overlijden.
Op 18 juli 1843 was hij met zijn vrouw op weg naar Leeuwarden toen hij getroffen werd door een beroerte waaraan hij overleed. Hij werd bijgezet in een familiegraf in Friens. Op deze dag hingen aan alle torens in Idaarderadeel zwarte vlaggen uit. Na zijn overlijden schreef Eeltje Halbertsma een lofdicht over hem. In de kerk van Friens hangt een rouwbord voor Van Sytzama, tevens het jongste rouwbord in Friesland. De bouw van het buitenhuis nabij Tsienzerburen werd gestaakt en het reeds opgebouwde deel werd weer afgebroken.

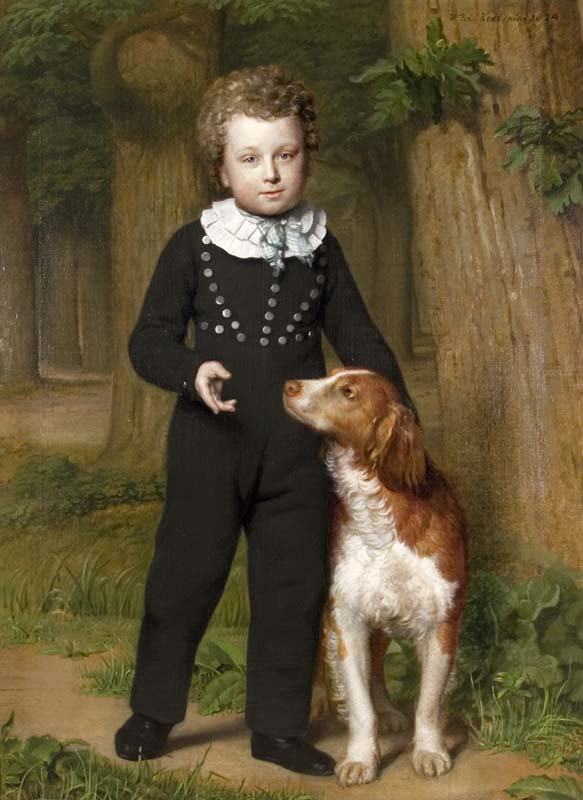
Jeugdportret van de hand van Willem Bartel van der Kooi.

## Huwelijk
Van Sytzama trouwde in 1842 te Leeuwarden met Rinske Heringa Cats (1822-1851), dochter van Adrianus Heringa Cats en Richtje Johanna Goslinga en telg uit het geslacht Cats. Na zijn overlijden hertrouwde Rinske met Sible Speelman, Fries statenlid.

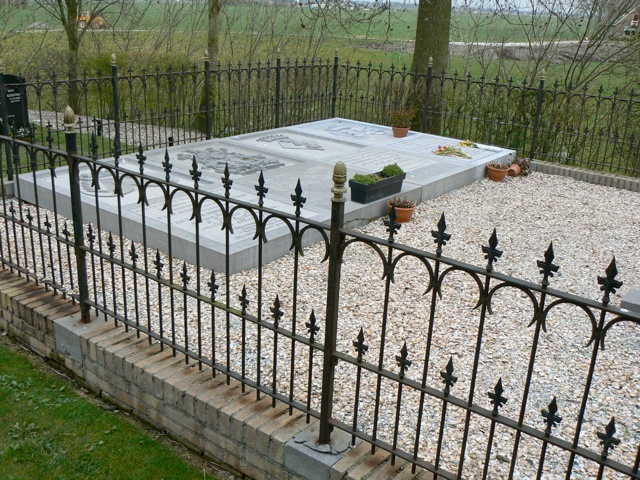
Familiegraf van de Van Sytzama's in Friens.
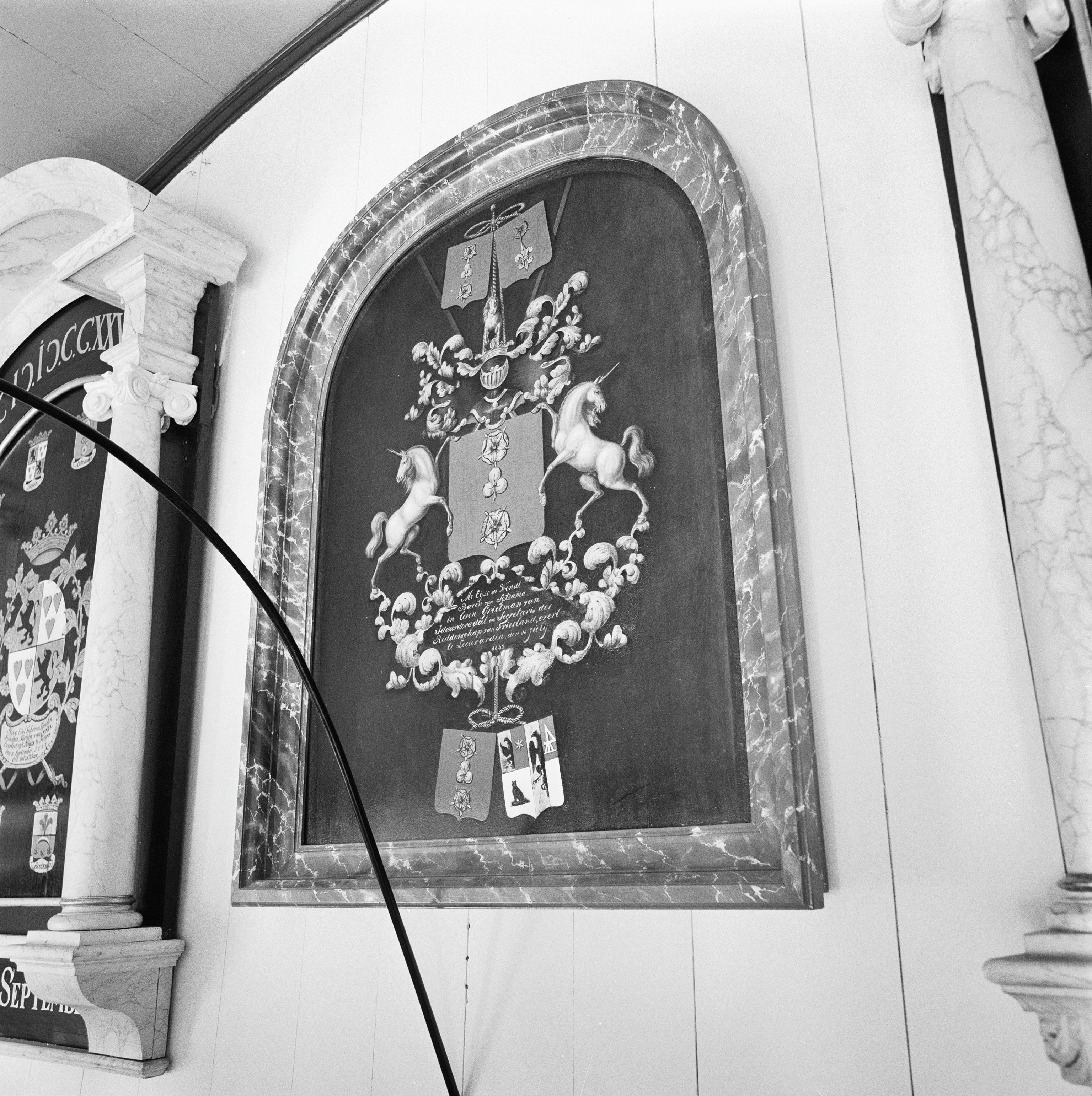
Rouwbord van Eyzo de Wendt van Sytzama in de kerk van Friens.